# Impatiens nyimana
Impatiens nyimana är en balsaminväxtart som beskrevs av Marquand och Airy-shaw. Impatiens nyimana ingår i släktet balsaminer, och familjen balsaminväxter. Inga underarter finns listade i Catalogue of Life.